# Asunción de Cantillana

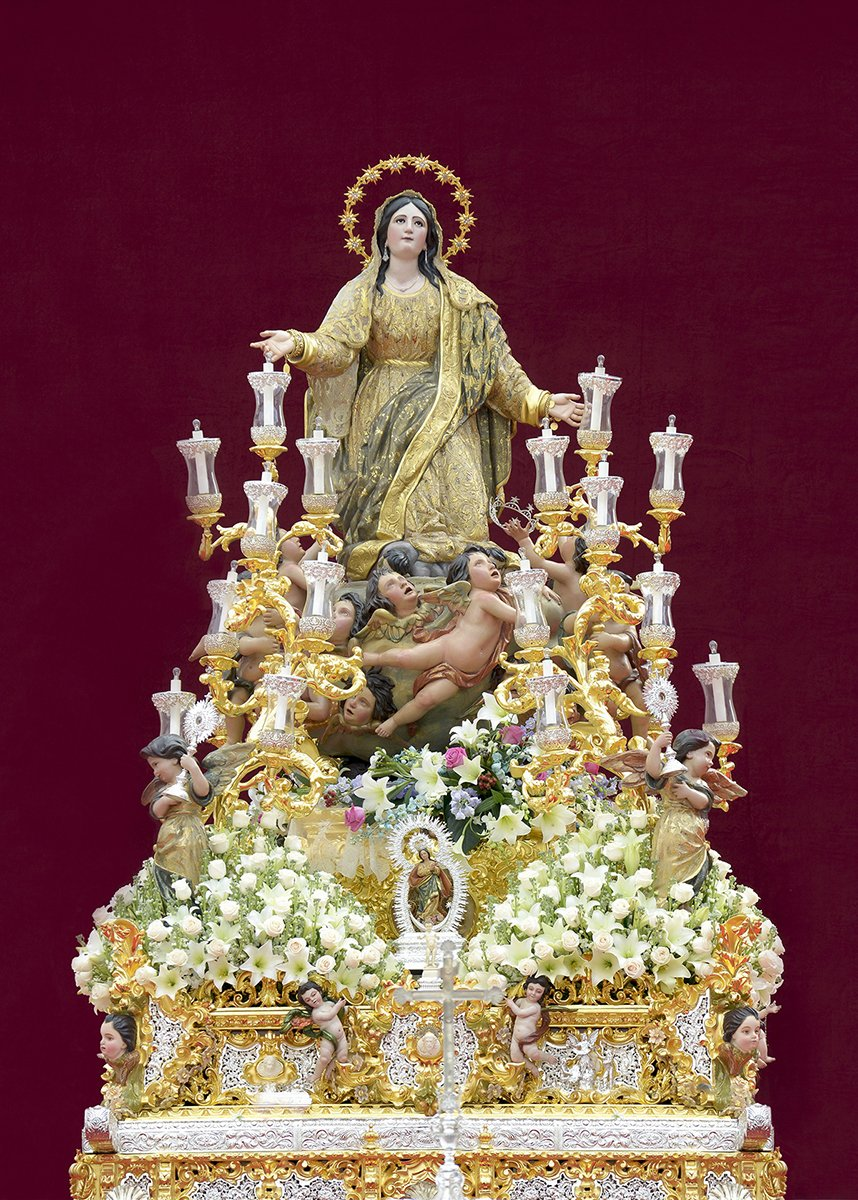
Asunción de Cantillana en su paso.

La Asunción de Cantillana es una imagen procesional de la localidad de Cantillana, Provincia de Sevilla. Ocupa la hornacina del Altar Mayor de la Parroquia de Nuestra Señora de la Asunción Gloriosa, en Cantillana.
Su tamaño es natural y sobre una nube hinca la rodilla aunque no va arrodillada totalmente. Se encuentra inclinada a la imagen hacia el lado izquierdo por esa posiciona semi arrodillada lo que le provoca movimiento.
Tres han sido las restauraciones que ha sufrido la imagen, la primera y la más importante debido a su gran remodelación, en la cual se enriqueció el estofado de la virgen, en los años 40 del pasado siglo por parte de José Rivera y en el domicilio de José Arias Olavarrieta, la segunda intervención en el año 1999 se llevó a cabo por parte de José Rodríguez Rivero-Carrera y la restauración más reciente se produjo en el 2014 por parte de Pedro Manzano Beltrán.
El 1 de noviembre del año 1950 se proclama por el Papa Pio XII el dogma de la Asunción de la Virgen María. Es hasta ahora el último dogma que la Iglesia católica ha enunciado.
El ayuntamiento de Cantillana, en pleno celebrado el 27 de enero de 1996, aprueba conceder la Medalla de Oro de la villa a Nuestra Señora de la Asunción.

## Fiestas y cultos
La imagen recibe culto en la Parroquia de Nuestra Señora de la Asunción situada en la calle de la Iglesia 1. 
Desde el mes de agosto hasta noviembre se desarrollan las fiestas en honor a la Asunción Gloriosa.

### En agosto

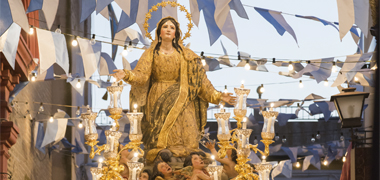
Salida procesional 15 de Agosto

El 31 de julio, se celebra desde 1985, el pregón dedicado a las glorias de María,  que celebra triunfalmente la hermandad Asuncionista, en honor y gloria de su titular, a las 10 de la noche en la Iglesia Parroquial de Nuestra Señora de la Asunción. Al término del mismo se le entona el centenario himno a la venerada imagen, como aclamada bienvenida del mes de agosto entre multitud de vitores, aplausos y cohetes. Esa noche es una auténtica fiesta, en el que todos los cantillaneros se reúnen en torno a sus casas, calles y plazas, para dar la bienvenida al bendito mes de agosto. 
En los primeros días del mes, las asuncionistas se afanan en la limpieza de sus casas y en la elegante y efusiva decoración de las calles del pueblo. Tiras de luces, que cruzan por todas las calles, tiras de banderines o banderitas celestes y blancas, colores de siempre de la hermandad asuncionista, gallardetes, tapices bordados, arcos de triunfo, y ricos damascos en los balcones. 
El 14 de agosto, víspera del Día Grande de la Asunción, empieza la solemne y devota novena a la titular de la parroquia. Después de la novena, se realiza el rosario de mujeres con mantillas que acompañan al Simpecado de gran Gala, desde la asuncionista Ermita de San Bartolomé, sita en la plaza principal del pueblo, en la que se fundó nuestra hermandad allá por 1805, acompañada la banda de música, hasta la Parroquia de la Asunción, en la que hace triunfal entrada entre un gran fervor y la cohete ría que en ese momento se vuelve loca. A la altura del coro, que es cuando el simpecado se enfrenta al altar mayor, donde se encuentra nuestra soberana con su magnífico y aparatoso altar de cultos, se le ofrece a la virgen una petalada al son de la marcha en el que el entusiasmo y la alegría se desborda entre vítores y vivas. Una gran cohetada avisa a todo el pueblo de que el amoroso simpecado acaba de llegar a su altar mayor. A continuación, una gran velada musical en la plaza principal. 
El 15 de agosto se celebra la solemnidad de la Asunción de la Virgen, este día es la fiesta principal de la Hermandad.
A las 11 de la mañana en la Iglesia tiene lugar la Función Principal de Instituto de la Hermandad. Intervienen en ella la Banda de música y el coro polifónico de la Hermandad con orquesta de cámara. Asisten las autoridades, así como distintas representaciones de hermandades invitadas de los pueblos vecinos y de la capital.
A las 21 horas se celebra la procesión con la talla de la Asunción desde la parroquia de Nuestra Señora de la Asunción. Son miles los fieles y devotos que se desplazan de las localidades vecinas, y de los distintos puntos geográficos de Andalucía y resto de España. La Virgen en su paso procesional aparece apoyada sobre una nube que sale de un sepulcro de oro donde parece elevarse al cielo.

### En septiembre

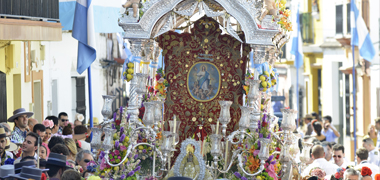
Simpecado de La Subida en la mañana del domingo

Los actos de esta fiesta se suceden desde el jueves, día de las carreras de cintas en motocicletas, viernes, coronación de la Reina de las Fiestas, sábado con las carreras de cintas a caballo y Santo Rosario Flamenco, esta fiesta termina siempre el tercer domingo de septiembre con el acto de La Subida.
El día principal es el domingo ya que es el día en el que la Virgen, a las doce de la noche, sube a su trono del altar mayor. Previamente el simpecado denominado de La Subida, ha recorrido las calles de Cantillana en su carreta de plata tirada por bueyes. También se debe resaltar el momento de convivencia que se lleva a cabo en el denominado Real de la Alameda donde los asistentes a la fiesta celebran en casetas entre bailes y cantes.

### Dogma

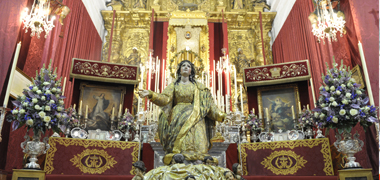
Besamanos Asunción de Cantillana

Los días 29, 30 y 31 de octubre se celebra el triduo en honor a la Asunción. Finalizado el triduo, el día 1 de noviembre se comienza la celebración con el santo rosario desde la ermita de San Bartolomé a la Parroquia de la Asunción donde posteriormente se celebra la Solemne Función Principal, seguida de un nuevo rosario en sentido inverso. Estos rosarios públicos se encuentran presididos por el denominado simpecado del dogma.
Al comienzo de la tarde hasta la noche se desarrolla el besamanos de la Asunción de Cantillana, la imagen se encuentra bajada del Altar Mayor que preside durante todo el año y los fieles y devotos tienen la oportunidad de besarle la mano.